# Masaru Katō (calciatore)
Masaru Katō (加藤 大?, Katō Masaru; Chiba, 7 maggio 1991) è un calciatore giapponese, centrocampista del V-Varen Nagasaki.

## Carriera
Ha giocato nella prima divisione giapponese.